# Canguro (cómic)
Canguro es el nombre de dos personajes ficticios, supervillanos que aparecen en los cómics estadounidenses publicados por Marvel Comics. Ambos destacan por su capacidad de salto.

## Historial de publicaciones
La versión Frank Oliver de Canguro se introdujo en The Amazing Spider-Man #81 en 1970.
La versión de Brian Hibbs de Canguro se vio por primera vez en Cage #13 en 1993 e hizo su debut en The Spectacular Spider-Man #242 en 1997.

## Biografía ficticia

### Frank Oliver
Frank Oliver nació en Sídney, Australia. Cuando era joven, el estudió canguros en su Australia natal. Oliver vivió, comió y viajó con los canguros, desarrollando una habilidad de salto que rivalizaba con los animales que estudió.Al ver la oportunidad de ganar dinero, Oliver decidió aprovechar sus nuevas habilidades de salto para dedicarse al boxeo. Su velocidad y agilidad superiores le permitieron superar a sus oponentes una y otra vez. Durante un partido, Oliver le dio una patada en salto a un oponente en la cara, hiriéndolo gravemente. Ante cargos penales, Oliver huyó a los Estados Unidos. Una vez que llegó, lo descubrieron sin pasaporte y lo retuvieron para su deportación.
En lugar de ser deportado, Oliver se liberó de la detención y abrazó una vida delictiva, llamándose a sí mismo el Canguro. Oliver atacó a varios guardias y robó un maletín que contenía sólo un frasco. Mientras que el Canguro se guardó el vial, pensando que contenía joyas, el vial en realidad contenía una bacteria experimental que desataría una plaga devastadora si fuera liberada. El Canguro no estaba contento con su pequeño botín y buscó otro objetivo. Mientras atacaba a un grupo de personas por su dinero, Canguro se encontró y luchó contra Spider-Man y perdió el frasco. Mientras Spider-Man estaba ocupado devolviendo el frasco, el Canguro se fugó.
Olvier más tarde fue abordado por el Dr. Jonas Harrow que deseaba mejorar el Canguro a un nivel sobrehumano. Después de un procedimiento de siete horas, Oliver se encontró dotado de habilidades para saltar y golpear con chorros de aire mejorados. Harrow quería usar al Canguro como músculo, pero el superhumano recién empoderado se negó y se fue para perseguir a Spider-Man. Al encontrar a Spider-Man, el Canguro luchó contra el lanzador de telarañas que había subestimado al enemigo que antes tenía poco poder. Sin embargo, cuando el Canguro estaba ganando terreno, el Dr. Harrow activó un implante en el cerebro de Oliver. Obligado por el Dr. Harrow a obedecer o sufrir agonía, el Canguro regresó y luego se le ordenó recuperar un isótopo radiactivo. Mientras irrumpía en el laboratorio del río Hudson que contenía el isótopo, Oliver se encontró una vez más con Spider-Man. Mientras los dos luchaban, Spider-Man intentó convencer al Canguro de los peligros de la radiación del isótopo. Negándose a escuchar a su enemigo, el Canguro irrumpió en la habitación que contenía el isótopo y quedó reducido a un montón de cenizas al exponerse a la radiación.
Algún tiempo después de su muerte, Arnim Zola recuperó parte del ADN de Oliver y creó una proto-cáscara del villano fallecido. Cuando Deadpool siguió a otra proto-cáscara a la guarida de Zola, la proto-cáscara se usó para atacar a Deadpool. Fue el segundo proto-cáscara en morir, derribado por un solo disparo de Deadpool.
Durante la historia de "Dead No More: The Clone Conspiracy", Canguro fue "reanimado" por la compañía New U Technologies del Chacal en un cuerpo clonado (su alma intacta).Estuvo involucrado en una pelea con los otros villanos clonados hasta que el clon de Prowler la rompió.Más tarde él murió por degeneración clonal.

### Brian Hibbs
Brian Hibbs es la segunda persona en asumir la identidad de Canguro. Fue mencionado por primera vez como un agente activo de la organización criminal Corporación a la que se oponían una variedad de superhéroes, incluidos Luke Cage, Iron Fist, Capitán América, Hulk y otros. Aunque no era de Australia, Hibbs idolatraba al Canguro original, llegando incluso a pasar años estudiando las hazañas de Frank Oliver y comenzando a imitar el habla y el estilo de su predecesor. Hibbs adoptó el disfraz y la apariencia de Oliver, pero decidió no enfrentarse a Spider-Man. Para prepararse mejor para vengar a su ídolo, Hibbs consiguió un trabajo para la Corporación como uno de sus agentes, con sede en Taylor, Mississippi. El éxito de Hibbs contra adversarios no disfrazados lo llevó a romper con la Corporación y a su génesis como una amenaza para los enemigos disfrazados. Mientras saltaba por la ciudad de Nueva York y gritaba a la gente que se apartara de su camino, Hibbs fue noqueado por un solo golpe de Spider-Man, quien se alejó literalmente riéndose de la situación.
Después de escapar de la custodia, Hibbs gastó una cantidad considerable de su fondo fiduciario para comprar una armadura del "Catálogo de Villanos Sharper". La armadura con temática de canguro mejoró su fuerza y capacidad de salto, además de proporcionarle una cola semiprensil y un cañón a nivel de bolsa. Una vez más, saltando por las calles de Nueva York, Hibbs se enfrentó nuevamente a Spider-Man. Después de recuperarse de un golpe del superhéroe, el Canguro desveló su cañón de bolsa; Spider-Man rápidamente cerró el cañón con una telaraña, impidiendo disparar. No obstante, Hibbs disparó su cañón de bolsa, sin considerar primero las consecuencias de su acción. El cañón de la bolsa explotó en la región de su entrepierna, dejándolo inconsciente, mientras Spider-Man lo atrapaba boca abajo desde una farola.
Hibbs fue liberado poco después por otro enemigo de Spider-Man, el Grizzly. El Grizzly propuso una alianza entre el Canguro, la Mancha y Gibbon como un Escuadrón de Venganza de Spider-Man (un riff del Escuadrón de Venganza contra Superman). Canguro cuestionó la propuesta, lo que provocó que recibiera una rápida patada en el trasero. De sus tres compañeros de equipo, Canguro se encontró más en línea con Spot, ya que ambos querían buscar riqueza a partir de robos en lugar de atacar a Spider-Man como querían Gibbon y Grizzly. Después de resolver su conflicto interno, el Escuadrón de Venganza de Spider-Man salió adelante, con el Canguro usando calzoncillos de lunares en lugar de la mitad inferior destruida de su armadura. Al encontrarse nuevamente con Spider-Man, el equipo recibió el apodo de "Legión de Perdedores" y casi fue derrotado por Spider-Man. Sin embargo, Gibbon logró derrotar a Spider-Man, y el Canguro le dio un pisotón en el estómago al héroe que lo dejó fuera de servicio. Al regresar a su guarida secreta, ubicada en el apartamento de Grizzly, el equipo volvió a estar en conflicto. Grizzly y Gibbon cambiaron de opinión y desearon devolver sus bienes robados y seguir adelante. Mancha y Canguro, sin embargo, no estaban de acuerdo con sus compañeros de equipo. Luego estalló una batalla, con el Canguro lanzándose hacia Grizzly, volando a través de uno de los lugares de Mancha y estrellándose contra una pared, dejándolo inconsciente. Posteriormente, Spider-Man llevó al Canguro a prisión.
Una vez fuera de prisión, el Canguro intentó emular aún más a su ídolo adquiriendo poderes sobrehumanos. Como resultado, su estatura aumentó con la correspondiente disminución de sus facultades mentales. Como resultado, intentó hacerse un nombre jugando béisbol y evitando el estilo de vida de supervillano. Tomando el nombre de Billy Bob Jenks, el Canguro encontró fama como jugador de béisbol profesional hasta que se reveló su identidad, lo que resultó en su expulsión de las ligas mayores.Volviendo al camino del supervillano, el Canguro se encontró encarcelado en la Jaula, una prisión donde los poderes sobrehumanos se ven atenuados. Una vez más, siguiendo el camino de su ídolo, Hibbs se entrenó para convertirse en un maestro combatiente. Mientras estuvo en la Jaula, se hizo un nombre como luchador, junto a Batroc el saltador, otro supervillano dotado de piernas poderosas.
Durante toda esta actividad, la mutación de Hibbs avanzó rápidamente, a medida que ganó volumen, creció hasta casi nueve pies de altura, sufrió deformidad facial y disminuyó su inteligencia. Después de un corto período de tiempo, Hibbs realmente creyó que él era el Canguro original. Como resultado, adoptó un acento australiano muy marcado, casi ininteligible.
Aún en la jaula, el Canguro se encontró con Tombstone, que en ese momento padecía enfermedades cardíacas. Cuando el Canguro intentó ejercer su influencia sobre Tombstone, los dos terminaron peleando; La pelea fue interrumpida porque Tombstone sufrió un infarto. Más tarde, Tombstone se alió con varios villanos menores y atacó al Canguro, casi hiriéndolo con un par de tijeras, hasta que los guardias interrumpieron el altercado y enviaron a Tombstone a confinamiento solitario. Luego, el Canguro atacó a los amigos de Tombstone, antes de enterarse de una forma de vengarse de Tombstone propiamente dicho. Mientras Tombstone estaba bajo anestesia, el Canguro podía atacar arrastrándose por los conductos. Sin embargo, esto resultó ser una trampa tendida por Tombstone: los conductos eran demasiado estrechos para que el Canguro pudiera meterse, lo que provocó que Hibbs quedara atrapado hasta la mitad de los conductos. Un grupo de reclusos conocidos como los Cruisers encontraron al Canguro en una situación comprometedora, que resultó en una presunta sodomía.
Hibbs aparece más tarde en una pelea de varios villanos y como uno de los villanos del bar.
Durante la historia de "Civil War", Hibbs fue uno de los varios asistentes a una cumbre del inframundo celebrada por Hammerhead. En esta apariencia, Hibbs se parece mucho a sus apariciones anteriores, lo que implica que podría haber perdido su súper fuerza junto con sus rasgos deformes.
Cuando Alyosha Kravinoff comenzó a coleccionar un zoológico de superseres con temática animal en su barco portacontenedores, se ve claramente a Hibbs en una de las jaulas. Sin embargo, después de ser dejado suelto en el barco que se hunde junto con todos los demás (todos los cuales se encuentran en un estado mental inestable), se ve a Hibbs boca abajo en un charco de agua, presumiblemente muerto.
Durante la historia de "Hasta el fin del mundo", el Canguro aparece vivo y fue uno de los personajes que Spider-Man reúne para ayudar a detener la construcción de los satélites de Otto Octavius.Se demostró que después de ser liberado, Canguro comienza una carrera de superhéroe en Australia cuando Spider-Man solicitó su ayuda para desactivar las instalaciones que el Doctor Octopus había construido donde se construirían los satélites. Cuando Canguro entró en una de esas instalaciones, es emboscado y aparentemente asesinado por Lady Deathstrike.
El Canguro se revela que sobrevivió cuando reaparece como miembro de los 16 Siniestros de Boomerang y Búho, un equipo reunido para distraer a las fuerzas del Camaleón mientras Boomerang roba.
Posteriormente, el Canguro se ve obligado a cometer crímenes en nombre de Lady Caterpillar, que había secuestrado a uno de sus seres queridos.
Más tarde, Canguro se une al Shocker para aprovechar una guerra de pandillas que se libra en el Tercer Recinto.
En un preludio de la historia de "Hunted", el Canguro se encuentra entre los personajes con temática animal capturados por Taskmaster y Black Ant para la próxima Gran Caza de Kraven el Cazador.El fue visto viendo la pelea entre Spider-Man y Escorpión hasta que los Hunter-Bots atacaron.Cuando Kraven el Cazador hace que Arcade desactive el campo de fuerza que rodea Central Park, el Canguro se encuentra entre los personajes con temática animal que son liberados.

## Poderes y habilidades
La versión Frank Oliver de Canguro tenía sus habilidades naturales mejoradas gracias a los implantes de Jonas Harrow conectados a su sistema nervioso, lo que le daba una fuerza sobrehumana en sus piernas y la capacidad de saltar grandes alturas y distancias. También se formó como boxeador profesional.
La versión de Brian Hibbs de Canguro es un maestro del combate cuerpo a cuerpo y se encuentra en la cima de su condición física. También ha usado una armadura que transmite los siguientes atributos: mayor fuerza, agilidad y resistencia, la capacidad de saltar grandes distancias, un cañón a nivel de bolsa y una cola semiprensil.

## Recepción
- En 2020, CBR.com clasificó a Canguro en el segundo lugar en su lista "Spider-Man: 10 animales villanos más extraños de los cómics que nos gustaría ver en el MCU".[28]
- En 2022, Screen Rant incluyó a Canguro en su lista de "10 villanos de Spider-Man que son más inteligentes de lo que parecen".[29]
- En 2022, CBR.com clasificó a Canguro en el quinto lugar en su lista de los "10 villanos más divertidos de Spider-Man".[30]

## Otras versiones

### Spider-Man: El Manga
En Spider-Man: El Manga, la versión manga de Canguro es un luchador que era un criminal buscado en los Estados Unidos y posteriormente fue expulsado de la American Pro Wrestling Association. Primero lucha contra Spider-Man y escapa. Después de eso, roba una bacteria médica que había confundido con dinero, hasta que finalmente es derrotado por Spider-Man.

### Ultimate Marvel
La versión Ultimate Marvel de Canguro (Frank Oliver) opera como un jefe de pandilla, aprovechando las desgracias de Kingpin para apoderarse del territorio y los fraudes, con Punisher matando a su primo Jake Palento en prisión. Kingpin apunta al hombre, utilizando a la policía Jeanne De Wolfe. Varios héroes se enfrentan a Oliver, lo que lleva a su arresto por parte de De Wolfe. Pero mientras De Wolfe se regodea ante Oliver, Punisher mata a tiros a la policía corrupta.Después de su liberación de prisión, el Canguro ataca a un hombre que, según él, le debe dinero. Justo cuando se prepara para matar al hombre, Oliver es derrotado por el nuevo Spider-Man.

## En otros medios

### Televisión
- La encarnación de Canguro de Frank Oliver hace un cameo sin hablar en X-Men: La serie animada como un habitante del Asteroide M y miembro del ejército de Magneto.
- La encarnación de Canguro de Brian Hibbs hace un cameo sin hablar en el episodio de Ultimate Spider-Man, "El Buitre".